# 維利希夫希納
49°39′22″N 34°50′36″E / 49.65611°N 34.84333°E
維利希夫希納（烏克蘭語：Вільхівщина），是烏克蘭的村落，位於該國中部波爾塔瓦州，由波爾塔瓦區負責管轄，處於科洛馬克河畔，距離切爾卡西夫卡1公里，海拔高度90米，2001年人口67。